# Carlheim-Gyllensköld
Carlheim-Gyllensköld är en svensk adelsätt, som härstammar från Sven Olofsson, kyrkoherde i Seglora församling.
Den 31 december 2022 var 11 personer med efternamnet Carlheim-Gyllensköld bosatta i Sverige.